# جولیانا کاسترو (بازیکن فوتبال)
جولیانا کاسترو (انگلیسی: Juliana Castro؛ زادهٔ ۲۸ ژوئن ۱۹۹۱) بازیکن فوتبال اهل اروگوئه است.
وی همچنین در تیم‌های ملی فوتبال Uruguay women's national football team بازی کرده‌است.